# قائمة العرب الحاصلين على جائزة نوبل
جائزة نوبل هي جائزة دولية تُمنح سنويًا، منحت لأول مرة في عام 1901 للإنجازات في الفيزياء والكيمياء والطب أو علم وظائف الأعضاء والأدب والسلام. مُنحت جائزة مرتبطة بجوائز نوبل التي أسسها بنك السويد المركزي في العلوم الاقتصادية منذ عام 1969. منحت جوائز نوبل لأكثر من 800 فرد.
حصل الأشخاص من الدول العربية على أربع جوائز في أربع فئات من أصل ست فئات: السلام، والكيمياء، والطب أو علم وظائف الأعضاء، والأدب. حصل أول عربي، أنور السادات، على جائزة السلام عام 1978. وكان أحد الحائزين العرب على الجائزة -أنور السادات- رئيسًا لبلاده عندما حصل على الجائزة.

## السلام
| السنة | صورة | الاسم                                              | الدولة والوظيفة                                                                | سبب الحصول | تعليق                                                      |
| ----- | ---- | -------------------------------------------------- | ------------------------------------------------------------------------------ | --- | ---------------------------------------------------------- |
| 1978  |      | محمد أنور السادات (25 ديسمبر 1918 – 6 أكتوبر 1981) | مصر · سياسي مصري                                                               | وقع معاهدة كامب ديفيد للسلام بين مصر وإسرائيل مع كل من الرئيس الأمريكي جيمي كارتر ورئيس الوزراء الإسرائيلي مناحيم بيجن. والاتفاقية هي عبارة عن إطار للتفاوض يتكون من اتفاقيتين الأولى إطار لاتفاقية سلام منفردة بين مصر وإسرائيل والثانية خاصة بمبادئ للسلام العربي الشامل في الضفة الغربية وقطاع غزة والجولان. | أول عربي مسلم يحصل على جائزة نوبل.                         |
| 1994  |      | ياسر عرفات (24 أغسطس 1929 – 11 نوفمبر 2004)        | فلسطين · سياسي فلسطيني                                                         | مُنح جائزة نوبل للسلام عام 1994 بالاشتراك مع شيمون بيريز وإسحاق رابين "لما بذلوه من جهود لتحقيق السلام في الشرق الأوسط". | أول فلسطيني يحصل على جائزة نوبل.                           |
| 2005  |      | محمد البرادعي (ولد في 17 يوليو 1942)               | مصر · سياسي مصري                                                               | في أكتوبر 2005 نال محمد البرادعي جائزة نوبل للسلام مع الوكالة الدولية للطاقة الذرية ومنحت الجائزة للوكالة ومديرها اعترافا بالجهود المبذولة من جانبهما لاحتواء انتشار الأسلحة النووية. | ثاني مواطن مصري يحصل على نوبل للسلام.                      |
| 2011  |      | توكل كرمان (ولدت في 7 فبراير 1979)                 | اليمن · كاتبة صحافية ورئيسة منظمة صحفيات بلا قيود وناشطة حقوقية يمنية الجنسية. | حازت توكل كرمان على جائزة نوبل للسلام للعام 2011 بالتقاسم مع الرئيسة الليبيرية إلين جونسون سيرليف والناشطة الليبيرية ليما غوبوي، وبهذه الجائزة أصبحت توكل خامس شخصية عربية وأول امرأة عربية تحصل على جائزة نوبل.                                                                                                | أول امرأة عربية واليمنية الوحيدة التي حصلت على جائزة نوبل. |
| 2015  |      | الرباعي الراعي للحوار الوطني التونسي               | تونس - أربعة منظمات تونسية                                                     | لمساهمتهم في إنجاح مسار الانتقال الديمقراطي في تونس والخروج بالبلاد من أزمة سياسية، إلى جانب جعل تونس دولة الربيع العربي الوحيدة التي تنجح مسارها. | تعتبر الجائزة الأولى لتونس.                                |

## الأدب
| السنة | صورة | الاسم                                       | الدولة والوظيفة  | سبب الحصول                                                       | تعليق                                  |
| ----- | ---- | ------------------------------------------- | ---------------- | ---------------------------------------------------------------- | -------------------------------------- |
| 1988  |      | نجيب محفوظ (11 ديسمبر 1911 – 30 أغسطس 2006) | مصر · روائي مصري | حصل نجيب محفوظ على الجائزة في عام 1988 باعتبار أدب محفوظ واقعياً. | أول عربي يحصل على جائزة نوبل في الأدب. |

## الكيمياء
| السنة | صورة                   | الاسم                                        | الدولة والوظيفة                                         | سبب الحصول                                                                                           | تعليق                                                                                           |
| ----- | ---------------------- | -------------------------------------------- | ------------------------------------------------------- | --- | ----------------------------------------------------------------------------------------------- |
| 1999  |                        | أحمد زويل (26 فبراير 1946 - 2 أغسطس 2016)    | مصر · عالم كيميائي مصري وأمريكي الجنسية.                | حاصل على جائزة نوبل في الكيمياء لسنة 1999 لأبحاثه في مجال الفيمتو ثانية.                             | أول عربي يحصل على جائزة نوبل في الكيمياء والمسلم العربي الوحيد الحاصل على جائزة نوبل في العلوم. |
| 2023  | ملف:Moungi Bawendi.jpg | منجي غابرييل باوندي (Moungi Gabriel Bawendi) | تونس · أستاذ كيمياء في MIT، الولايات المتحدة الأمريكية. | حاصل على جائزة نوبل في الكيمياء لسنة 2023 لأبحاثه في تطوير طريقة تركيب النقاط الكمومية عالية الجودة. | أول تونسي يحصل على جائزة نوبل في الكيمياء، ويُعتبر من أبرز العلماء في مجال النانوكيمياء.         |

| السنة | صورة                   | الاسم                                        | الدولة والوظيفة                                         | سبب الحصول                                                                                           | تعليق                                                                                   |
| ----- | ---------------------- | -------------------------------------------- | ------------------------------------------------------- | --- | --------------------------------------------------------------------------------------- |
| 2023  | ملف:Moungi Bawendi.jpg | منجي غابرييل باوندي (Moungi Gabriel Bawendi) | تونس · أستاذ كيمياء في MIT، الولايات المتحدة الأمريكية. | حاصل على جائزة نوبل في الكيمياء لسنة 2023 لأبحاثه في تطوير طريقة تركيب النقاط الكمومية عالية الجودة. | أول تونسي يحصل على جائزة نوبل في الكيمياء، ويُعتبر من أبرز العلماء في مجال النانوكيمياء. |

## من أصل عربي

### الطب أو علم وظائف الأعضاء
| السنة | صورة | الاسم                                       | الدولة والوظيفة                               | سبب الحصول | تعليق |
| ----- | ---- | ------------------------------------------- | --------------------------------------------- | --- | --- |
| 1960  |      | بيتر مدور ( 28 فبراير 1915 – 2 أكتوبر 1987) | المملكة المتحدة · طبيب بريطاني من أصل لبناني. | حصل على جائزة نوبل في الطب أو علم وظائف الأعضاء لعام 1960 مناصفة مع الأسترالي السير فرانك بورنت لاكتشافهما التحمل المناعي المكتسب acquired immunological tolerance. | أول طبيب من أصول عربية يحصل على جائزة نوبل والعربي الوحيد الحاصل على جائزة نوبل في الطب أو علم وظائف الأعضاء، وهو من مواليد أسرة مسيحية مارونية من أصول لبنانية. |

### الكيمياء
| السنة | صورة | الاسم                                          | الدولة والوظيفة                                             | سبب الحصول                                                                             | تعليق                                                                                           |
| ----- | ---- | ---------------------------------------------- | ----------------------------------------------------------- | -------------------------------------------------------------------------------------- | ----------------------------------------------------------------------------------------------- |
| 1990  |      | إلياس جيمس خوري (مواليد 12 يوليو 1928)         | الولايات المتحدة · كيميائي أمريكي مسيحي عربي من أصل لبناني. | حصل على جائزة نوبل في الكيمياء سنة 1990 لأبحاثه في تطوير نظرية ومنهجية التركيب العضوي. | ثاني عربي من أصول لبنانية يحصل على جائزة نوبل، وهو ينتمي إلى أسرة مسيحية شرقية من أصول لبنانية. |
| 2023  |      | منجي محمد صالح باوندي مواليد (آذار/ مارس 1961) | تونسي أمريكي فرنسي                                          | حصل على جائزة نوبل بالكيمياء عن أبحاثة في اكتشاف النقاط الكمومية وتركيبها              | والده هو عالم الرياضيات محمد صلاح باوندي                                                        |

### الأدب
| السنة | صورة | الاسم                                   | الدولة والوظيفة                                                    | سبب الحصول | تعليق                                                                        |
| ----- | ---- | --------------------------------------- | ------------------------------------------------------------------ | --- | ---------------------------------------------------------------------------- |
| 2021  |      | عبد الرزاق قرنح (ولد في 20 ديسمبر 1948) | تنزانيا · المملكة المتحدة · أديب من أصول يمنية ولد في سلطنة زنجبار | لتمكنه من معالجة الآثار الاستعمارية بقوة والتعاطف مع مصير اللاجئين في ضوء الفجوة بين الثقافات والقارات المختلفة. | روائي تنزاني من أصول عربية يمنية، يكتب بالإنجليزية ويقيم في المملكة المتحدة. |

## من أصل غير عربي
من أصل غير عربي لكن من جنسيات عربية.

### السلام
| السنة | صورة | الاسم                           | الدولة والوظيفة     | سبب الحصول | تعليق                                       |
| ----- | ---- | ------------------------------- | ------------------- | --- | ------------------------------------------- |
| 2018  |      | نادية مراد (من مواليد عام 1993) | إيزيدية من · العراق | أعلن عن فوزها بجائزة نوبل للسلام بالمشاركة مع الطبيب الكونغولي دينيس موكويغي. لجهودهم لإنهاء استخدام العنف الجنسي كسلاح في الحرب والصراع المسلح. | تعتبر العراقية الوحيدة الحاصلة على الجائزة. |

### الطب أو علم وظائف الأعضاء
| السنة | صورة | الاسم                          | الدولة والوظيفة                      | سبب الحصول | تعليق                                                     |
| ----- | ---- | ------------------------------ | ------------------------------------ | --- | --------------------------------------------------------- |
| 2021  |      | آرديم باتابوتيان (مواليد 1967) | لبنان · عالم لبناني وأمريكي الجنسية. | حصل على جائزة نوبل في الطب أو علم وظائف الأعضاء مناصفة مع ديفيد جوليوس، لاكتشافهم مستقبلات درجة الحرارة واللمس. | عالم أحياء جزيئية وعالم أعصاب لبناني-أمريكي من أصل أرمني. |

## وصلات خارجية
- من هم العرب الذين حصلوا على جائزة نوبل للسلام؟ من BBC NEWS بالعربي. (بالعربية)